# Dendrilla antarctica
Dendrilla antarctica är en svampdjursart som beskrevs av Topsent 1905. Dendrilla antarctica ingår i släktet Dendrilla och familjen Darwinellidae. Inga underarter finns listade i Catalogue of Life.